# Latrop (Lenne)
Die Latrop ist ein ganz auf Schmallenberger Stadtgebiet (Gemarkungen Grafschaft, Schmallenberg und Fleckenberg) verlaufender, 11 km langer, südöstlicher und linker Zufluss der Lenne im nordrhein-westfälischen Hochsauerlandkreis. 

## Verlauf
Das Einzugsgebiet der Latrop ist fast identisch mit dem Naturraum Latropschlucht, der ein Unternaturraum der Rothaar ist und von den drei anderen Teilen derselben gerahmt wird. Es liegt überdies im Naturpark Sauerland-Rothaargebirge und weite Teile der Latropschlucht liegen im Naturschutzgebiet Waldreservat Schanze.
Die Quelle der Latrop liegt etwa 3 km westlich des Albrechtsberges (771,2 m) und 500 m nordwestlich vom kleinen und nicht von ihr durchflossenen Schmallenberger Ortsteil Schanze auf rund 695 m Höhe. Wenige Meter nordöstlich vorbei führt die Stichstraße Grafschaft–Schanze (Am Stünzel).

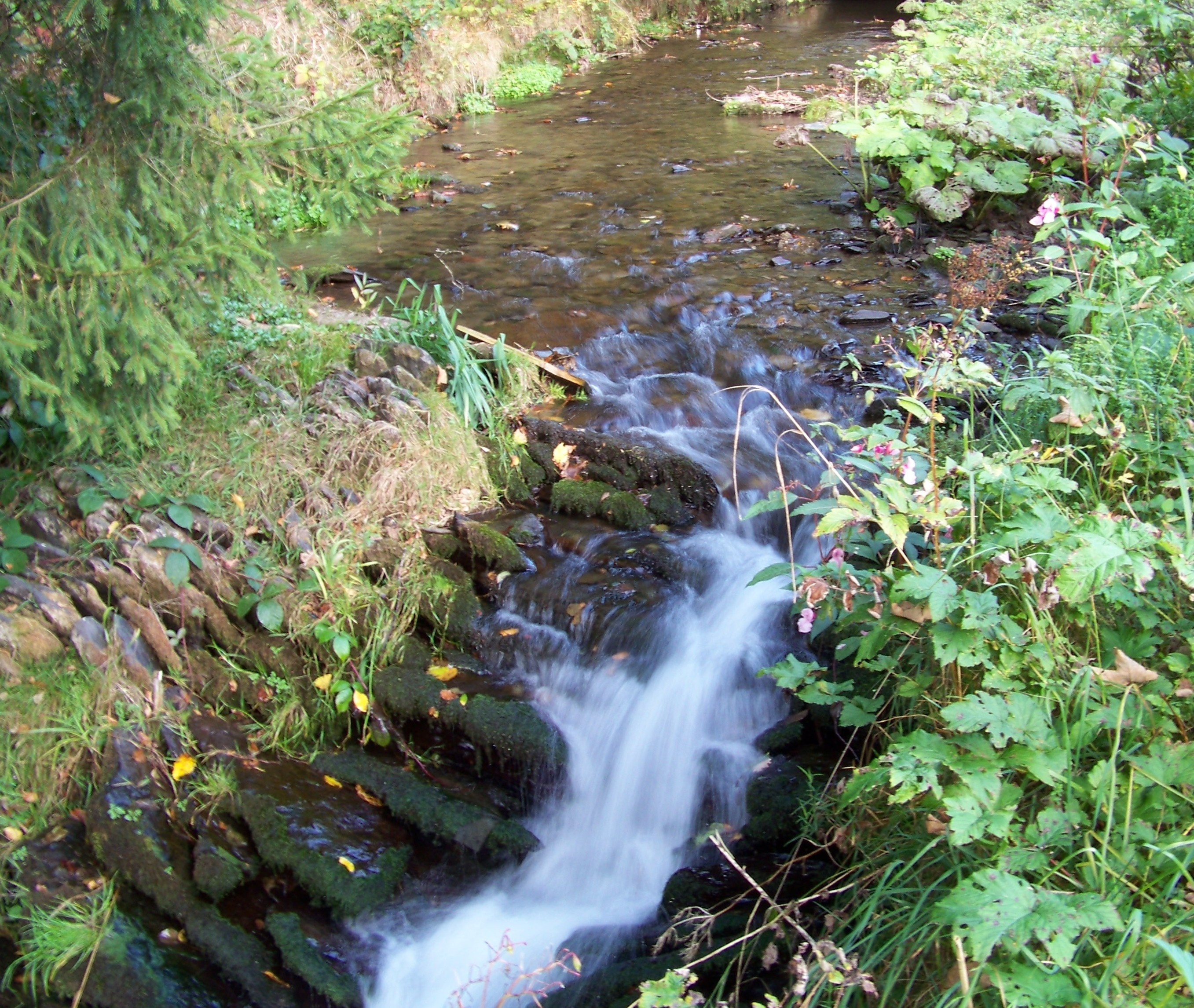
Latrop bei Waidmannsruh

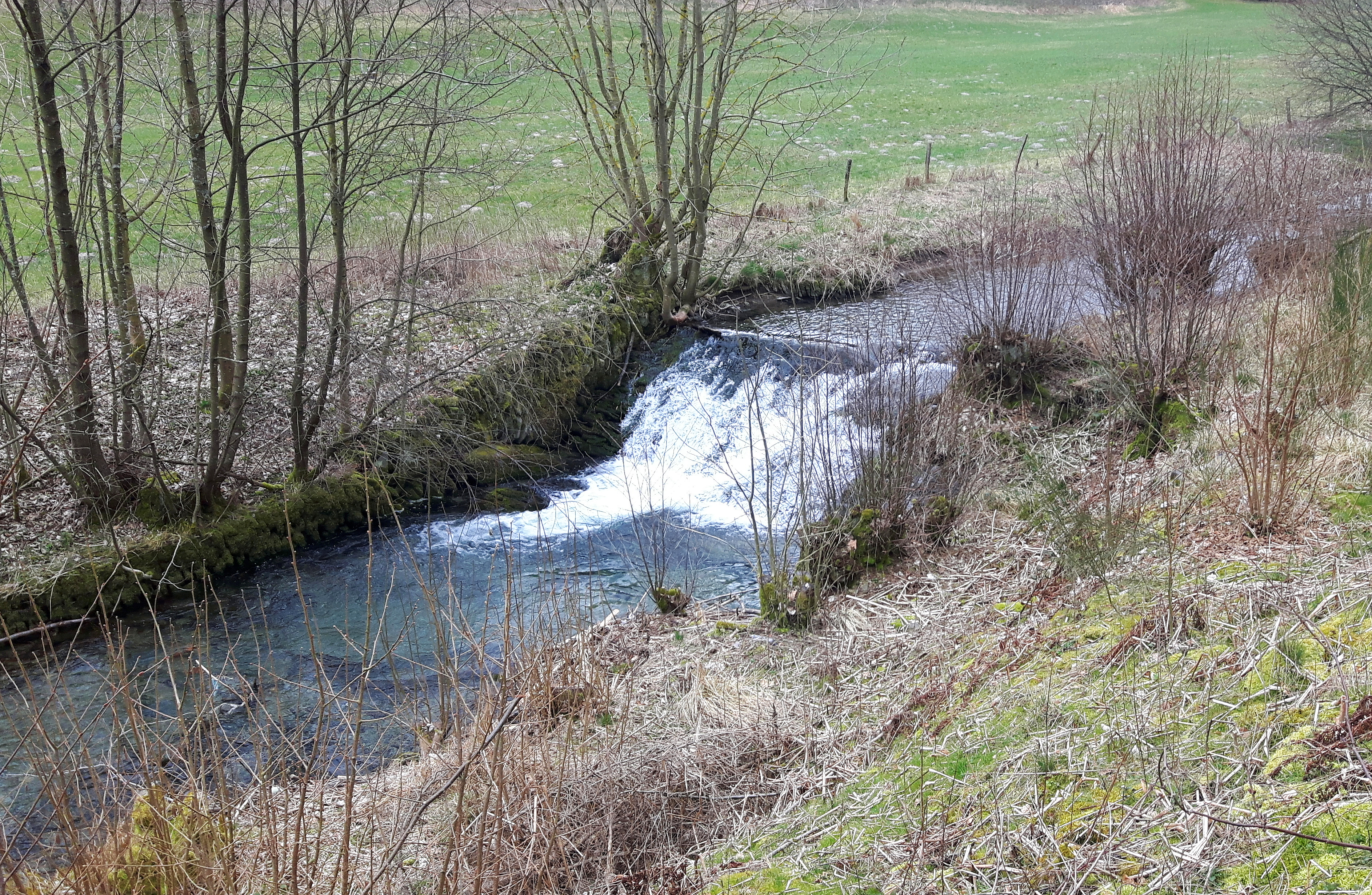
Latrop zwischen Waidmannsruh und Fleckenberg

Nach kurzem Anfangslauf nach Westnordwesten fließt die Latrop nach Südwesten und ab südlichem Passieren der Höhe (693,8 m) größtenteils und mit Ausnahme eines Abschnitts im Schmallenberger Ortsteil Latrop durch das Naturschutzgebiet Waldreservat Schanze oder läuft auf dessen Grenze. Sie durchfließt die Schmallenberger Ortsteile Störmecke und Latrop, wo sie nach Westen dreht. Dort wird die Latrop nahe einer Straßenbrücke (431,8 m) durch den Schladebach (Grubensiepen) gespeist; über die Brücke führt der Talweg des Rothaarsteigs. Anschließend läuft sie südlich des namentlichen Gipfels der Schmallenberger Höhe (677,9 m) sowie nördlich von Großer (614,5 m) und Kleiner Bamicke (661,3 m), wo von Süden kommend die Bamicke (Kleine Bamicke) einmündet, unmittelbar am Schmallenberger Weiler Waidmannsruh (ca. 395 m) vorbei; dort lag im Mittelalter die Siedlung Wiesentrop. Direkt unterhalb davon mündet von Süden die Ettmecke ein. Fortan fließt die Latop nach Nordwesten und nimmt aus einem Rinnsal das Wasser der bachnahen Hermann-Kayser-Quelle auf.
Kurz nach endgültigem Verlassen des Naturschutzgebiets erreicht die Latrop den Schmallenberger Ortsteil Fleckenberg, wo sie auf etwa 349 m Höhe in den dort von Nordosten kommenden Ruhr-Zufluss Lenne mündet.